# Biruaca (Venezuela)
Pour les articles homonymes, voir Biruaca.
Biruaca est une ville du Venezuela, capitale de la paroisse civile d'Urbana Biruaca et chef-lieu de la municipalité de Biruaca dans l'État d'Apure.

## Étymologie
La localité est nommée en l'honneur du cacique Biruaca.

## Géographie
La localité est située à 7 kilomètres de la capitale de l'État d'Apure, San Fernando de Apure.

## Histoire
La ville est fondée par Don Pedro Veroes à la fin du XVIIIe siècle.

## Sources
- (es) Cet article est partiellement ou en totalité issu de l’article de Wikipédia en espagnol intitulé « Biruaca » (voir la liste des auteurs).